# Евисцерација ока
Евисцерација ока хируршка је  техника офталмолошкој хирургији којом се уклања сав интраокуларни садржај уз очување преостале беоњаче, припоја екстраокуларних мишића и околних орбиталних аднекса. Операција често укључује уградњу имплантанта у шупљину евисцерације како би се одржао одговарајући волумен орбите.

## Терминологија

### Евисцерација ока
Евисцерација ока подразумева хируршко уклањање унутрашњег садржаја ока, у случају слепог или болног ока, насталог након очних болести и повреда. Беоњача и очни мишићи остају, а у беоњачи се уграђује орбитални имплантант. На крају операције поставља се конјуктивални конформер, који има улогу привремене очне протезе. После месец дана од операције, очну протезу може да изради окулист.

### Енуклеација ока
Енуклеација ока је операција којом се хируршки одстрањује цело око, уколико у њему постоји злоћудни рак, који се не може лечити терапијом зрачењем. Током операције очни мишићи се фиксирају за орбитални имплантант, како би се, након операције, покрети имплантанта преносли на очну протезу, коју окулиста израђује око месец дана након операције.

## Историја
Евисцерацију као хируршку технику у офталмологији први је описао James Bear 1817. године  након експулзивног крварења током иридектомије. Noyes и Mules су допунили ову технику крајем 19. века када су описали нови приступ лечењу очне инфекције и први објавили постављање орбиталног имплантата.

## Индикације
Главне индикације за примену евисцерације су следећа стања:
- Ендофталмитис
- Пенетрирајућа траума ока
- Слепо, болно око

## Контраиндикаце
У контраиндикације за евисцерацију спадају:
- познати или сумњиви интраокуларни малигнитет
- крајњи стадијума очног одговора на тешку повреду ока или оштећење болешћу, повезано са различитим узроцима који доводе до ожиљака, упале, атрофије и на крају дезорганизације очне јабучице и интраокуларног садржаја,[5]
- микрофталмија (која може бити и релативна контраиндикација)

Евисцерација може бити тежа у случајевима очног одговора на тешку повреду ока или оштећење болешћу  очне јабучице или микрофталмуса због недостатка довољног волумена облоге склере да адекватно обложи имплантат. Док је енуклеација генерално пожељнији хируршки избор код ових пацијената, описано је неколико модификованих техника евисцерације при чему је глобус подељен различитим типовима постериорних или екваторијалних склеротомија, што омогућава постављање већег имплантата у овим случајевима.
У компилкације које могу настати након евисцерације ока спадају:
- ретробулбарно крварење
- орбитални едем
- ђирење неочекиване интраокуларне неоплазме
- излагање имплантату
- екструзија имплантата

## Постоперативна нега
Уобичајена упутства за постоперативну негу укључују употребу завоја, фластера за притисак и/или ледено хладних облога које помажу код постоперативног едема и нелагодности. Поред тога, привремена тарзорафија  може се користити као помоћ код раног постоперативног отока.